# Documenta Archiv

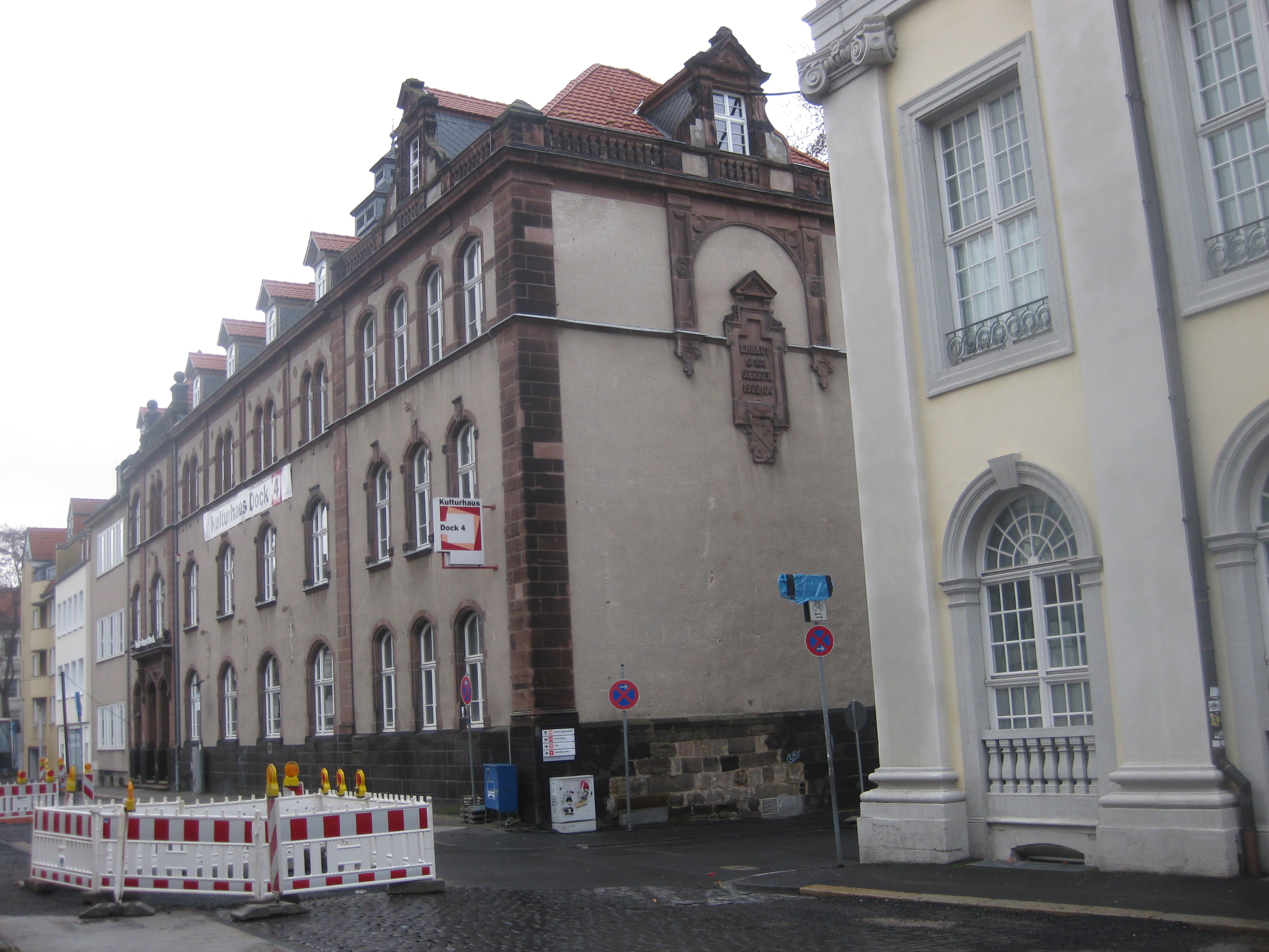
Kulturhaus Dock 4 (Foto: 2011)

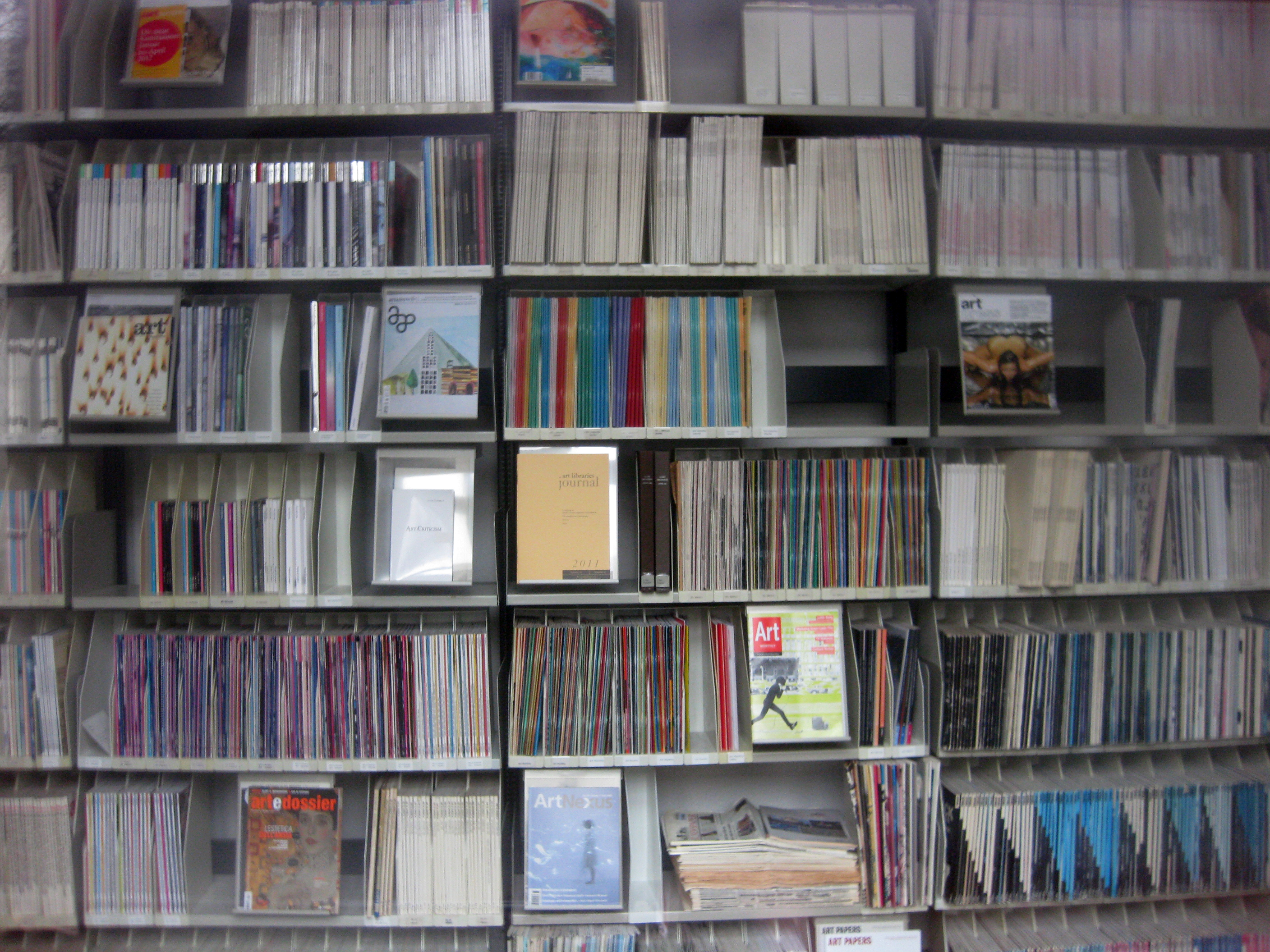
Regal im documenta archiv (Foto: 2011)

Die Gründung des documenta archivs geht auf eine Idee Arnold Bodes zurück. Mit der Stadt Kassel als Träger nahm das documenta archiv am 1. Juni 1961 seine Arbeit auf. Es hat seinen Sitz im Dock 4, dem Kulturhaus der Stadt Kassel. Seit dem 1. Januar 2016 ist es Teil der documenta und Museum Fridericianum gGmbH.

## Beschreibung
Das documenta archiv ist eine Einrichtung zur Archivierung, Dokumentation und wissenschaftlichen Bearbeitung von Text- und Bildquellen zur modernen und zeitgenössischen Kunst. Der Schwerpunkt liegt auf der Geschichte der documenta-Ausstellungen. Das Archiv wurde 1961 gegründet und beherbergt ein Aktenarchiv, das das Schriftgut der vergangenen Ausstellungen verwahrt, eine Spezialbibliothek sowie umfangreiche Presse-, Bild- und audiovisuellen Mediensammlungen. Nachlässe ergänzen den Bestand.
Im April 2015 teilte das Hessische Ministerium für Wissenschaft und Kunst mit, dass es den Ausbau des Archivs zu einem eigenständigen Institut mit jährlich € 500.000 unterstützen werde. Die gleiche Summe wird die Stadt Kassel zahlen, die außerdem die Räume für ein Institut zur Verfügung stellt. Die zur Verfügung stehenden Gelder werden hauptsächlich der Finanzierung von Mitarbeiterstellen dienen.
Am 29. März 2017 entwickelte das documenta archiv ein neues Erscheinungsbild mit einem neuen Logo und einer eigenen Schrift. Seit 2020 ist das documenta archiv Mitglied im Arbeitskreis selbständiger Kultur-Institute e. V. – AsKI.

## Bestand
Aktenarchiv: Im Laufe der Vorbereitungen für die jeweilige documenta bzw. ihrer Rezeption sammelt sich eine Fülle von Materialien an wie Korrespondenzen, Zeitungsausschnitte, Kunstkataloge, Ausstellungspläne sowie Bild- und Tonmaterial usw. Diese Unterlagen, die Akten der verschiedenen Ausstellungsleitungen der documenta, bilden den Kern des documenta archivs.
Mediensammlung: Die Mediensammlung bewahrt mehr als 39.000 analoge und 42.000 digitale Aufnahmen sowie 5.000 Videos und 650 Audios, die die Werke und Künstler der documenta-Ausstellungen thematisieren.
Presse- und Drucksachensammlung: Das Pressearchiv umfasst etwa 45.000 Pressemappen und 660 Aktenordnern zu einzelnen Künstlern, darunter auch rund 250.000 systematisch gesammelte Zeitungsausschnitte, 150.000 Einladungskarten und Faltblätter.
Bibliothek: Das documenta archiv beherbergt eine der umfassendsten Spezialbibliotheken für die moderne Kunst in Deutschland. Der Sammlungsschwerpunkt liegt auf dem Zeitraum nach 1945. Insgesamt umfasst die Bibliothek ca. 120.000 Bände, davon allein 71.000 Ausstellungskataloge. Besondere Beachtung findet in der Bibliothek die sogenannte „graue Literatur“. Weiterhin gehören rund 120 laufende Zeitschriften zur Gegenwartskunst zum Bibliotheksbestand.
Vor- und Nachlässe: Außerdem sammelt das documenta archiv Nachlässe, darunter u. a. der größte Teil des Nachlasses von Arnold Bode. Im Mai 2006 wurde der Bestand durch den Nachlass des Künstlers Harry Kramer erweitert. Der Bestand setzt sich aus persönlichen Gegenständen, Modellen, Schriften, Skizzen und Materialien zur Künstler-Nekropole zusammen. Aufbewahrt wird der Nachlass im Aschrotthaus in Kassel. Im Januar 2020 schenkte Bazon Brock seinen Vorlass dem documenta archiv.

## Aufgaben
Das documenta archiv verwahrt die Unterlagen, die während der documenta-Ausstellungen entstanden sind. Zudem werden Publikationen, Bild- und Textdokumente, die mit ihnen im Zusammenhang stehen, gesammelt. Sie werden nach den gegebenen Möglichkeiten gesichert, erfasst, digitalisiert und publiziert.
Das documenta archiv bietet – unter Berücksichtigung gesetzlicher Schutzrechte – die Möglichkeit, zu den documenta-Ausstellungen und zur Kunst des 20. und 21. Jahrhunderts zu recherchieren.

## Leitung
- Lucy von Weiher. 1961–1969.
- Ela Spornitz. 1973–1977.
- Konrad Scheurmann. 1978–1988.
- Hubertus Gaßner. 1989–1992.
- Karin Stengel. 1992–2013.
- Gerd Mörsch. 2013–2016.
- Martin Groh. Kommissarisch 2016.
- Birgit Jooss. 2016–2020.
- Martin Groh. Kommissarisch 2020.
- Birgitta Coers. 2020 ff.

## Veranstaltungsreihe „Aus dem documenta archiv“
Im Oktober 2016 startete die Vortragsreihe „Aus dem documenta archiv“. Einmal im Quartal werden neue wissenschaftliche Erkenntnisse, die Künstler wie Forscher aus ihrer Arbeit im Archiv gewinnen, einem kunstinteressierten Publikum vorgestellt:
#1 »documenta 1955 – Der Film, der nie gedreht wurde«. Eine Vorführung von Visus-Vision UG (16. Oktober 2016)
#2 Wie die Fotografie zur documenta kam. Vortrag von Klaus Honnef, Bonn (27. April 2017)
#3 Hans Hillmann „Fliegenpapier“. Ein „Comic-Konzert“ mit dem yam yabasha ensemble, Berlin (5. November 2017)
#4 documenta und das Double: ‚Die Schwangere‘ von Emy Roeder. Vortrag von Liza Weber, Sussex (8. Februar 2018)
#5 Outsider Art 1972. Vortrag von Thomas Röske, Heidelberg (24. Mai 2018)
#6 documenta 1968 – Ein heißer Sommer? Vortrag von Tim Pickartz, Paderborn (9. August 2018)
#7 Please take off your shoes! Partizipation und Instruktion auf der documenta. Vortrag von Annemarie Kok, Groningen, Niederlande (8. November 2018)
#8 Die wechselvolle Geschichte von Lehmbrucks „Kniender“. Vortrag von Kathryn Floyd, Auburn, USA (7. Februar 2019)
#9 Fritz Winter. documenta-Künstler der ersten Stunde. Vortrag von Anna Rühl, München (16. Mai 2019)
#10 Wieviel Bauhaus steckt in der documenta? Der Launch der Virtuellen Ausstellung mit Martin Groh, Harald Kimpel und Birgit Jooss, Kassel (15. August 2019)
#11 Über den Traum, documenta Künstler zu werden … Zu den Künstler-Eigenbewerbungen im documenta archiv. Vortrag von Christian Saehrendt, Thun, Schweiz (28. November 2019)
#12 Kulturen des Zeigens: Die documenta als Schauplatz ökologischer Debatten. Vortrag von Anne-Kathrin Winkler-Hanns, Wolfsburg (6. Februar 2020)

## Ausstellungsserie „Aus dem documenta archiv“
Im Oktober 2017 startete das documenta archiv eine neue Ausstellungsserie, die in den Räumen des Archivs vier Mal im Jahr stattfindet. Anhand von Fotografien, Archivalien und Plakaten werden verschiedene Aspekte der Geschichte der documenta Ausstellungen von 1955 bis heute erzählt.
#1 Theater des Spektakels. Fotografien von Bernd Schlake (20. Oktober – 22. Dezember 2017)
#2 Joseph Beuys und seine Initiative für die direkte Demokratie (1. März – 27. Mai 2018)
#3 Reise zum Planeten Ars – Künstlerportraits von Heinz Günter Mebusch (7. Juni – 3. August 2018)
#4 documenta 1968 – Ein heißer Sommer (9. August – 2. November 2018)
#5 “Please take off your shoes.” – Partizipative Kunst auf der documenta 5 (8. November 2018 – 8. Februar 2019)
#6 Auseinandersetzungen – Studierende der Universität Paderborn forschen im documenta archiv (31. Oktober 2019 – 13. März 2020)